# Stazione di Maglie

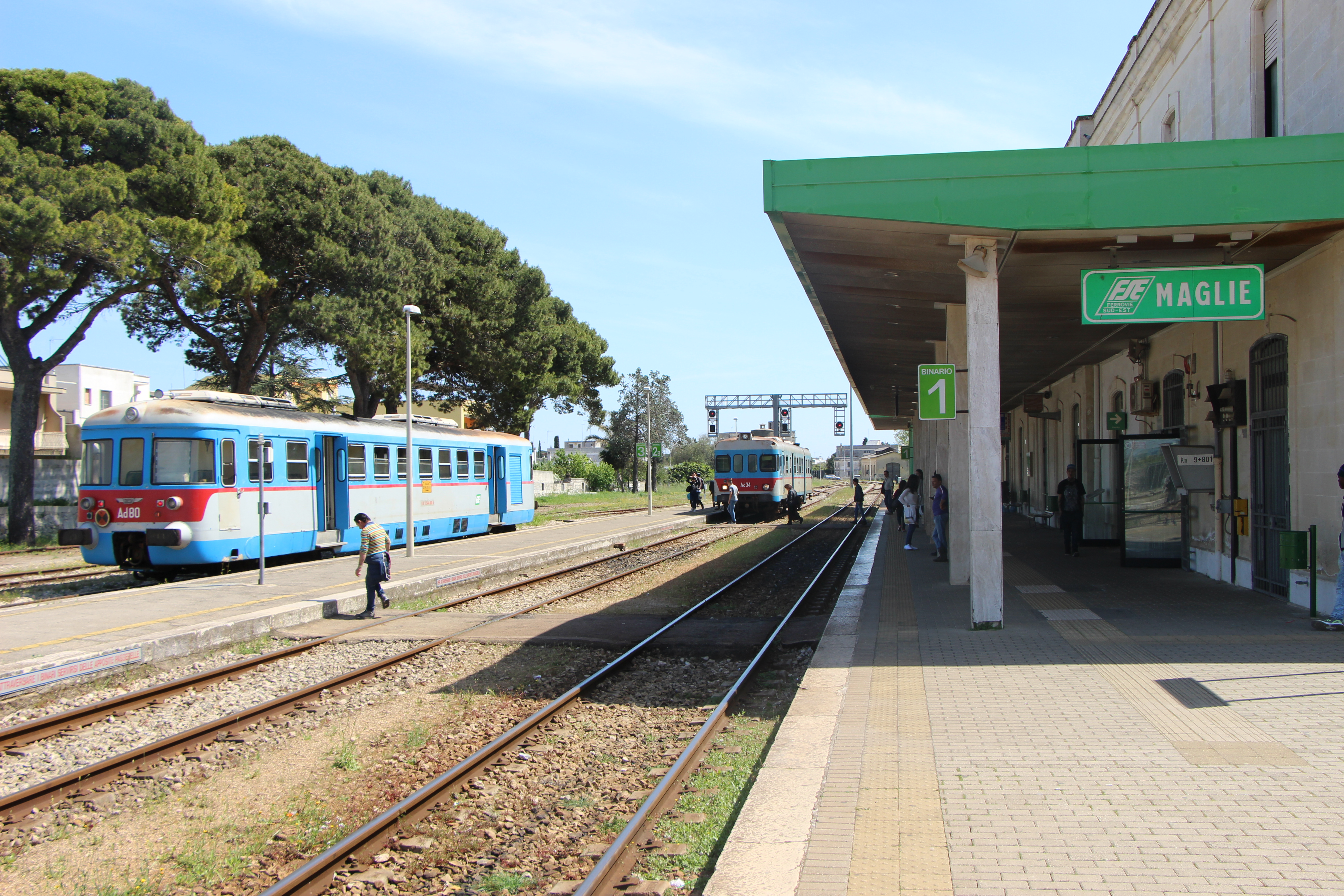
Il piazzale binari della stazione

La stazione di Maglie è una stazione ferroviaria, posta sulle linee Zollino-Gagliano del Capo e Maglie-Otranto.
Serve la località di Maglie.
L'impianto ferroviario è gestito da Ferrovie del Sud Est.

## Caratteristiche
La stazione è dotata di 4 binari.

## Servizi
La stazione dispone di:
- Biglietteria a sportello e automatica
- Servizi igienici
- Area per l'attesa
- Bar
- Accessibilità per portatori di handicap
- Fermata autolinee urbane ed extraurbane

## Movimento
La stazione è servita dai treni regionali svolti dalle Ferrovie del Sud Est nella relazione Lecce - Gagliano Leuca via le linee 5 e 6 e nella relazione Maglie - Otranto via la linea 7.